# Urk
Urk (anhörenⓘ) ist eine ehemalige Insel, die heute die älteste und kleinste Gemeinde in der niederländischen Provinz Flevoland mit 22.172 Einwohnern (Stand 1. Januar 2025) darstellt. Die Gesamtfläche der Gemeinde beträgt 111,86 km² (13,14 km² Land, 98,72 km² Teil des IJsselmeers). Urk liegt an der Westseite des Noordoostpolders, an der IJsselmeerküste. Haupterwerbsquellen sind von alters her die Fischerei, vor allem auf der Nordsee, und die fischverarbeitende Industrie.

## Sehenswürdigkeiten und Einwohner
Das alte Fischerdorf Urk besitzt ein gut erhaltenes, kompaktes Zentrum mit einem alten Fischereihafen, einem Heimatmuseum im Alten Rathaus und vielen alten Häusern. Auch wenn die Urker alten Traditionen verhaftet sind, werden die Trachten kaum mehr getragen. Beliebt ist jedoch das Singen: Urk hat einige bekannte Männerchöre. Auf Urk wird zudem pro Kopf mehr für Wohltätigkeit ausgegeben als in jedem anderen Ort in Westeuropa.
Auf Urk soll eine ausgeprägte und organisierte Kriminalität existieren. Speziell in den Bereichen Drogenschmuggel, Geldwäsche und Schwarzarbeit bezeichnete das niederländische Innenministerium die Gemeinde als „Brutstätte“.
Die calvinistisch geprägten Einwohner der ehemaligen Insel zählten in der Zeit der Corona-Pandemie (etwa 2020–2022) zu den erbittertsten Gegnern staatlicher Auflagen zur Eindämmung der Seuche und hatten die mit Abstand niedrigste Impfquote des Landes.

## Bevölkerung und Dialekt

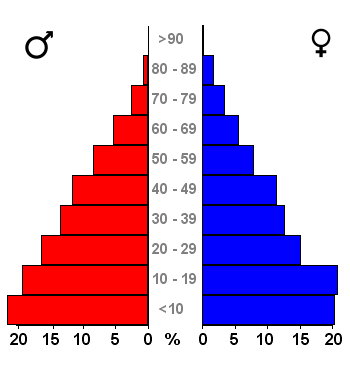
Die Form der Bevölkerungspyramide (Stand 2007) ist wegen der nicht vorhandenen Überalterung der Bevölkerung ungewöhnlich für Industriestaaten.

Urk besitzt mit 3,23 Kindern pro Frau die höchste Geburtenrate in den Niederlanden. Die Bevölkerung entwickelte sich dynamisch und wächst konstant mit einer Rate von 1,53 % pro Jahr.
97,7 % der Urker sind Mitglied einer christlichen Kirche, die fast ausschließlich reformiert mit calvinistischem Gepräge sind. Durchschnittlich 93,8 % der Erwachsenen besuchen jeden Sonntag den Gottesdienst (Stand 2010/2013) in einer der zwanzig Kirchen.
Ein Großteil der Urker Bevölkerung spricht Urkers, eine Übergangsmundart zwischen dem Niedersächsischen und dem Niederfränkischen. Aufgrund der überwiegend niedersächsischen Sprachmerkmale, die auf die lange Zugehörigkeit der ehemaligen Insel zur Herrschaft Overijssel zurückzuführen sind, wird dieser Dialekt noch dem Niedersächsischen, genauer dem Dialekt des Gelders-Overijssels zugeordnet. Urkers ist der einzige Dialekt der Provinz Flevoland, der sich dem Niedersächsischen zuordnen lässt.

## Geschichte
Urk wurde 966 erstmals urkundlich erwähnt. Damals wurde es zur Hälfte an das Kloster St. Pantaleon in Köln geschenkt. Die durch Landverluste an der Westseite immer bedrohte Insel gehörte bis in das Jahr 1660 diversen Mitgliedern der Familie Van de Werve und bis 1792 als Ambachtsherrlichkeit der Stadt Amsterdam, die unter anderem in Deiche und den Hafen investierte. Danach gehörte die Gemeinde Urk zur Provinz Noord-Holland.
Dr. Pieter Harting von der Universität Utrecht unternahm im Sommer 1852 eine mehrwöchige landeskundliche Untersuchung und Vermessung. Bei seinen Begehungen in der Flur fand er ein bis dahin unbekanntes Gräberfeld mit keltischen Bestattungen und konnte 25 Schädel zur weiteren Untersuchung bergen. Der damalige Grundbesitzer, Baron van Lijnden van Hemmen hatte bereits 1845 am angrenzenden Flurstück Wageningscher Berg menschliche Skelettreste beim Wegebau freigelegt, aber keine Fundmeldung angezeigt. Zum Flurstück Wageningscher Berg konnte Harting auch ermitteln, dass einst auf dem Gipfel des Hügels eine frühe christliche Kapelle (Christen-Tempel) stand.
Im Jahr 1939 wurde der Deich von Lemmer nach Urk vollendet. 1942 schließlich wurde der Noordoostpolder im Rahmen der Zuiderzeewerke endgültig trockengelegt, womit Urk Bestandteil des Festlandes wurde. Im Jahr 1950 wurde die Gemeinde Urk von Nordholland in die Provinz Overijssel umgegliedert. Schließlich wurde sie in die am 1. Januar 1986 neu gegründete Provinz Flevoland eingefügt.
Da es sich bei Urk um eine ehemalige Insel handelt, wird für Urk die Präposition „op“ (deutsch: „auf“) verwendet. Man wohnt also „op Urk“ und nicht „in Urk“.

## Politik

### Sitzverteilung im Gemeinderat
- CU: 3
- CDA: 3
- GB: 2
- KU: 1
- SGP: 6
- HvU: 3
- PVV: 1

Der Gemeinderat wird seit 1982 folgendermaßen gebildet:
| Partei                       | Sitze | Sitze | Sitze | Sitze | Sitze | Sitze | Sitze | Sitze | Sitze | Sitze | Sitze |
| Partei                       | 1982  | 1986  | 1990  | 1994  | 1998  | 2002  | 2006  | 2010  | 2014  | 2018  | 2022  |
| ---------------------------- | ----- | ----- | ----- | ----- | ----- | ----- | ----- | ----- | ----- | ----- | ----- |
| SGP                          | 4     | 4     | 4     | 5     | 4     | 5     | 5     | 3     | 5     | 3     | 6     |
| Hart voor Urk                | –     | –     | –     | –     | –     | –     | –     | 4     | 3     | 4     | 3     |
| CDA                          | 5     | 3     | 4     | 4     | 4     | 5     | 4     | 4     | 3     | 4     | 3     |
| ChristenUnie                 | –     | –     | –     | –     | –     | 5     | 6     | 4     | 4     | 5     | 3     |
| Gemeentebelangen a b         | –     | –     | –     | –     | –     | 2     | 2     | 2     | 2     | 2     | 2     |
| Krachtig Urk c               | –     | –     | –     | –     | –     | –     | –     | –     | –     | 0     | 1     |
| PVV                          | –     | –     | –     | –     | –     | –     | –     | –     | –     | 1     | 1     |
| FvD                          | –     | –     | –     | –     | –     | –     | –     | –     | –     | –     | 0     |
| Jezus Leeft                  | –     | –     | –     | –     | –     | –     | –     | –     | –     | –     | 0     |
| Beter voor Urk               | –     | –     | –     | –     | –     | –     | –     | –     | 0     | –     | –     |
| VVD                          | –     | –     | –     | –     | –     | –     | –     | –     | 0     | –     | –     |
| Urker Volkspartij            | –     | –     | –     | 1     | 1     | 0     | –     | –     | –     | –     | –     |
| RPF                          | 2     | 2     | 2     | 2     | 3     | –     | –     | –     | –     | –     | –     |
| Gemeentebelangen Urk b       | 1     | 2     | 2     | 1     | 2     | –     | –     | –     | –     | –     | –     |
| GPV                          | 1     | 1     | 1     | 1     | 2     | –     | –     | –     | –     | –     | –     |
| Christelijk Historisch ’85 b | –     | 2     | 1     | 1     | 1     | –     | –     | –     | –     | –     | –     |
| Rechts Politieke Partij      | 2     | 1     | 1     | 0     | –     | –     | –     | –     | –     | –     | –     |
| Gesamt                       | 15    | 15    | 15    | 15    | 17    | 17    | 17    | 17    | 17    | 19    | 19    |

Anmerkungen

### Bürgermeister und Beigeordnete
Zwischen 2018 und 2022 werden die Beigeordneten des Kollegiums von den Koalitionsparteien ChristenUnie, Hart voor Urk und SGP gestellt. Folgende Personen gehören zum Kollegium:
| Funktion           | Name                 | Partei        | Anmerkung                       |
| ------------------ | -------------------- | ------------- | ------------------------------- |
| Bürgermeister      | Bart Jaspers Faijer  | ChristenUnie  | seit dem 2. Oktober 2024 im Amt |
| Beigeordnete       | Gerrit Post jr.      | Hart voor Urk | –                               |
| Beigeordnete       | Nathanaël Middelkoop | SGP           | –                               |
| Beigeordnete       | Freek Brouwer        | ChristenUnie  | –                               |
| Gemeindesekretärin | Carla Swart          | –             | seit dem 17. August 2020 im Amt |

## Fotogalerie

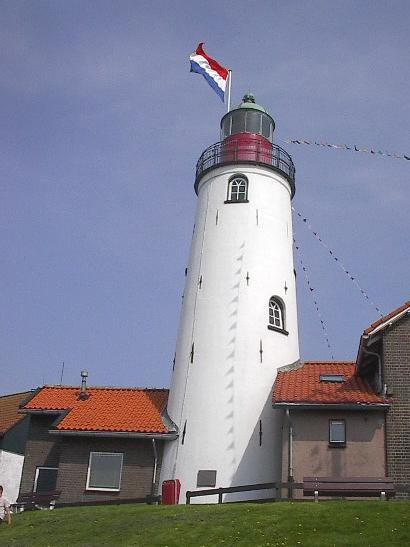
Leuchtturm von Urk
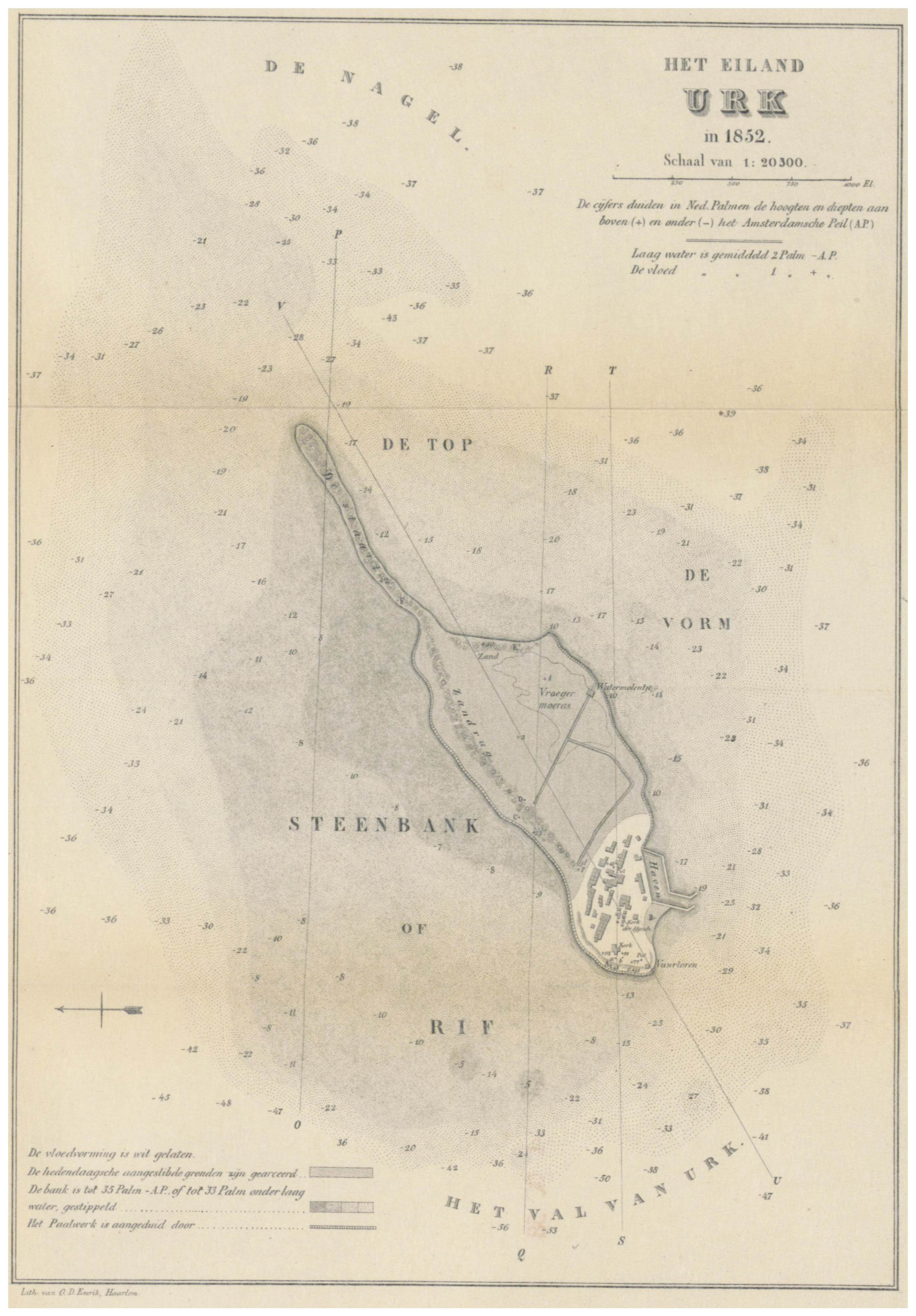
Karte der Insel von 1852
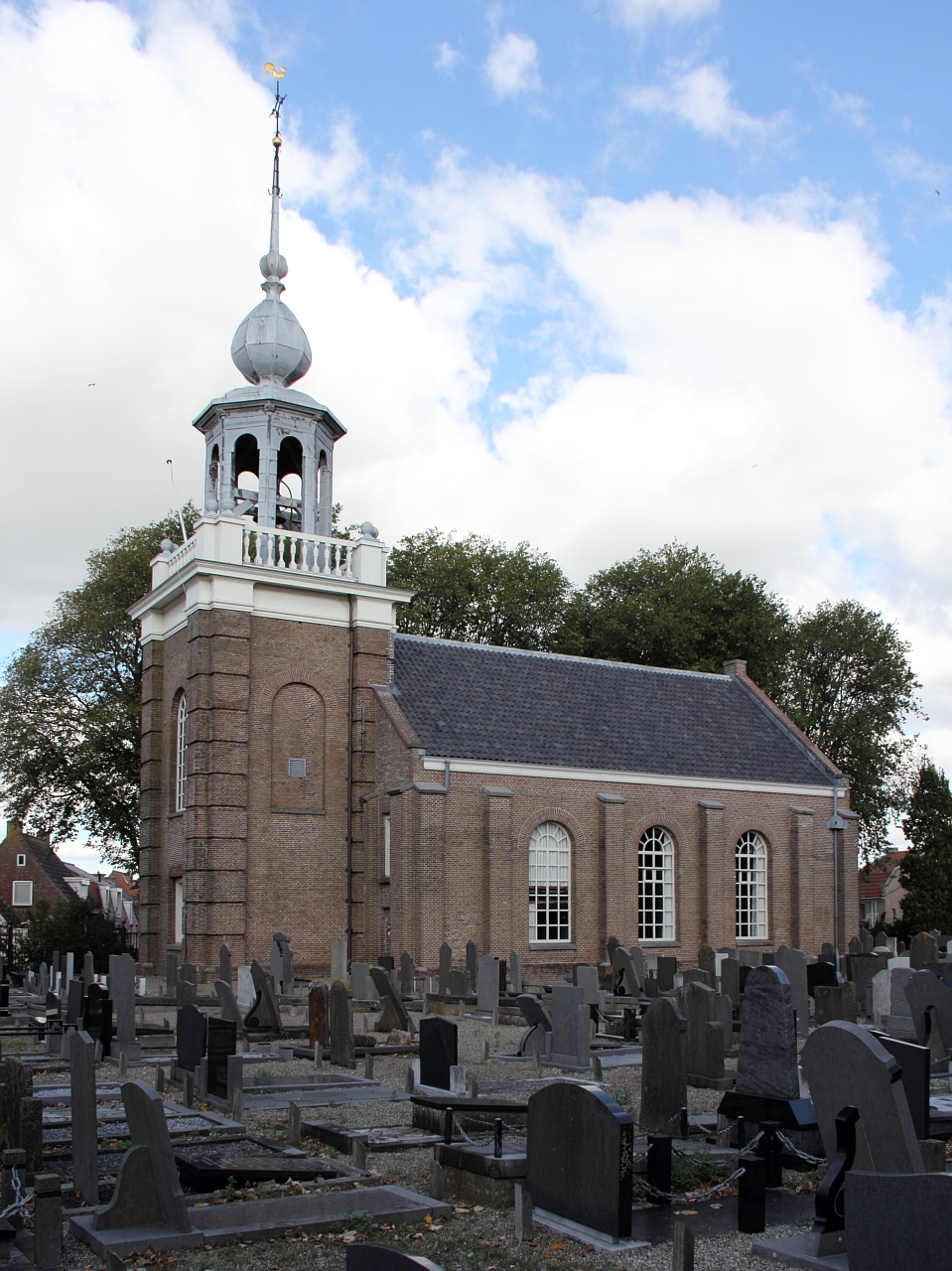
Kerkje aan de Zee
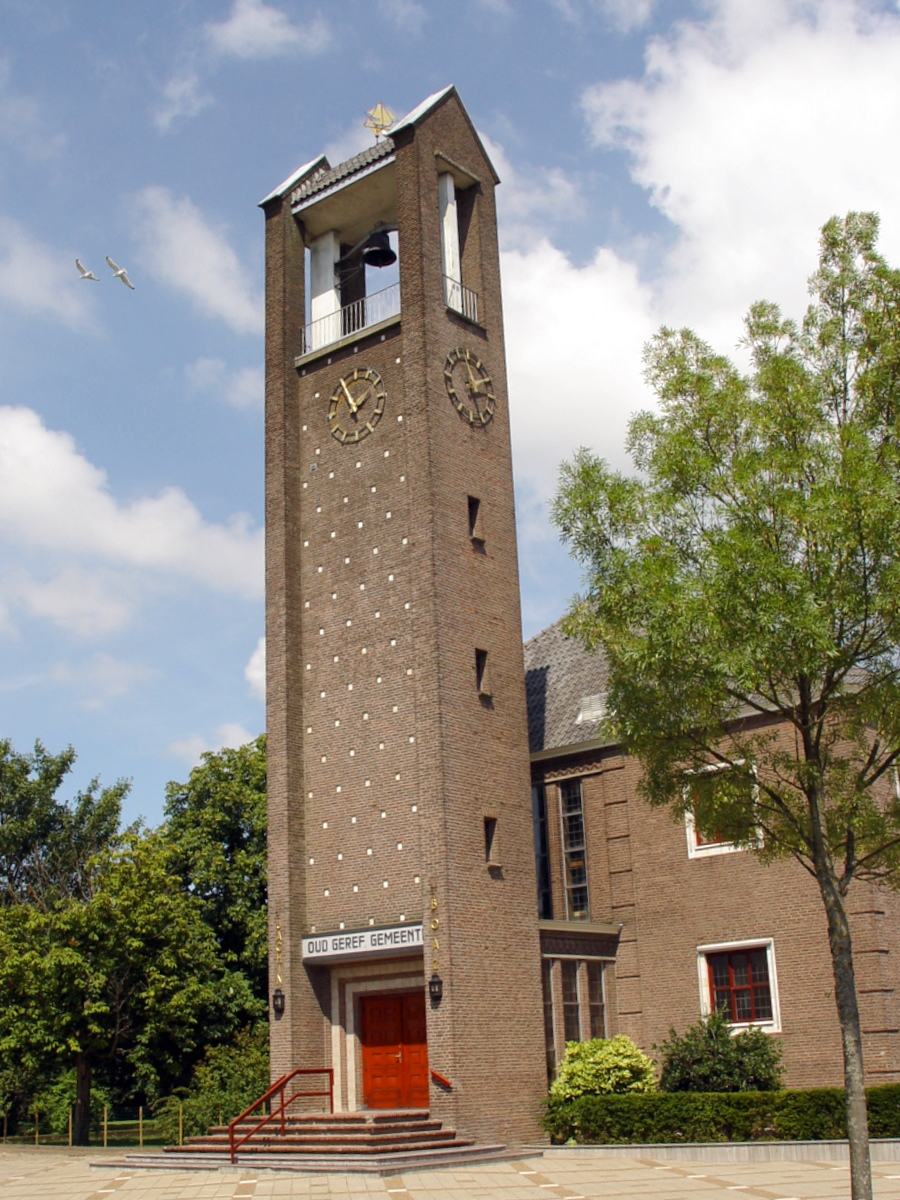
Kirchengebäude der Altreformierten Gemeinde auf Urk
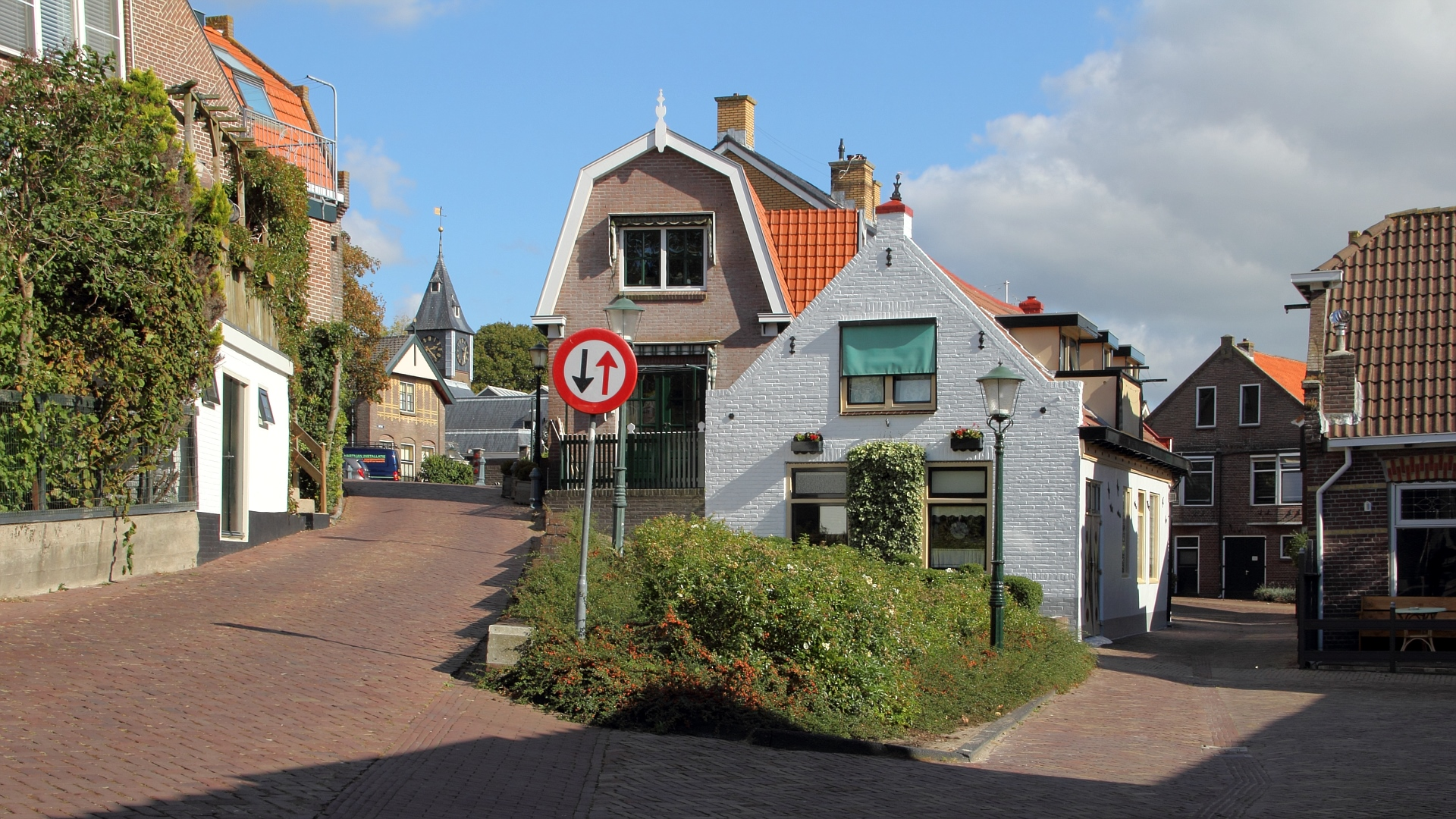
Pieter Hakvoortstraat
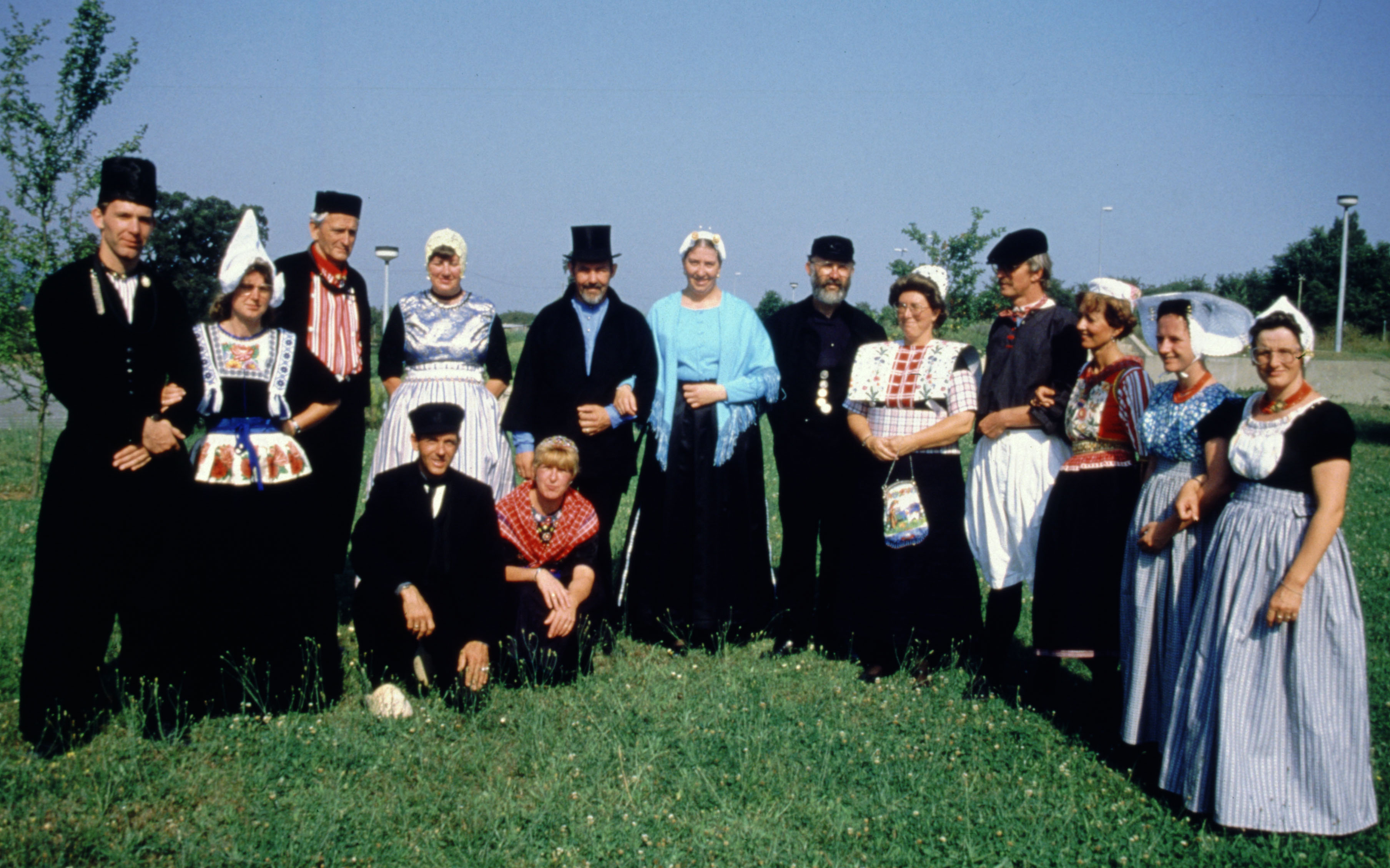
Inselbewohner in ihren Trachten
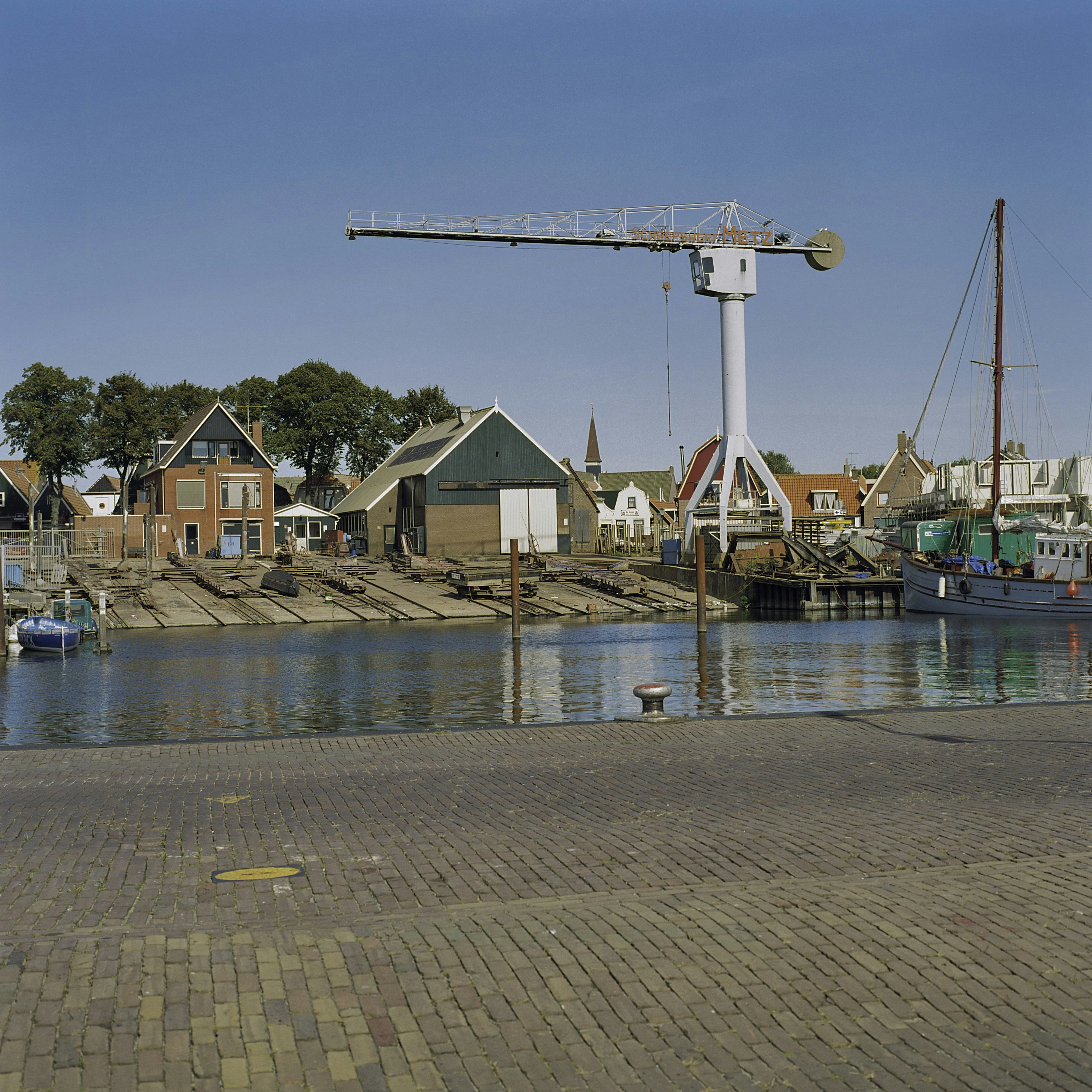
Im Hafen
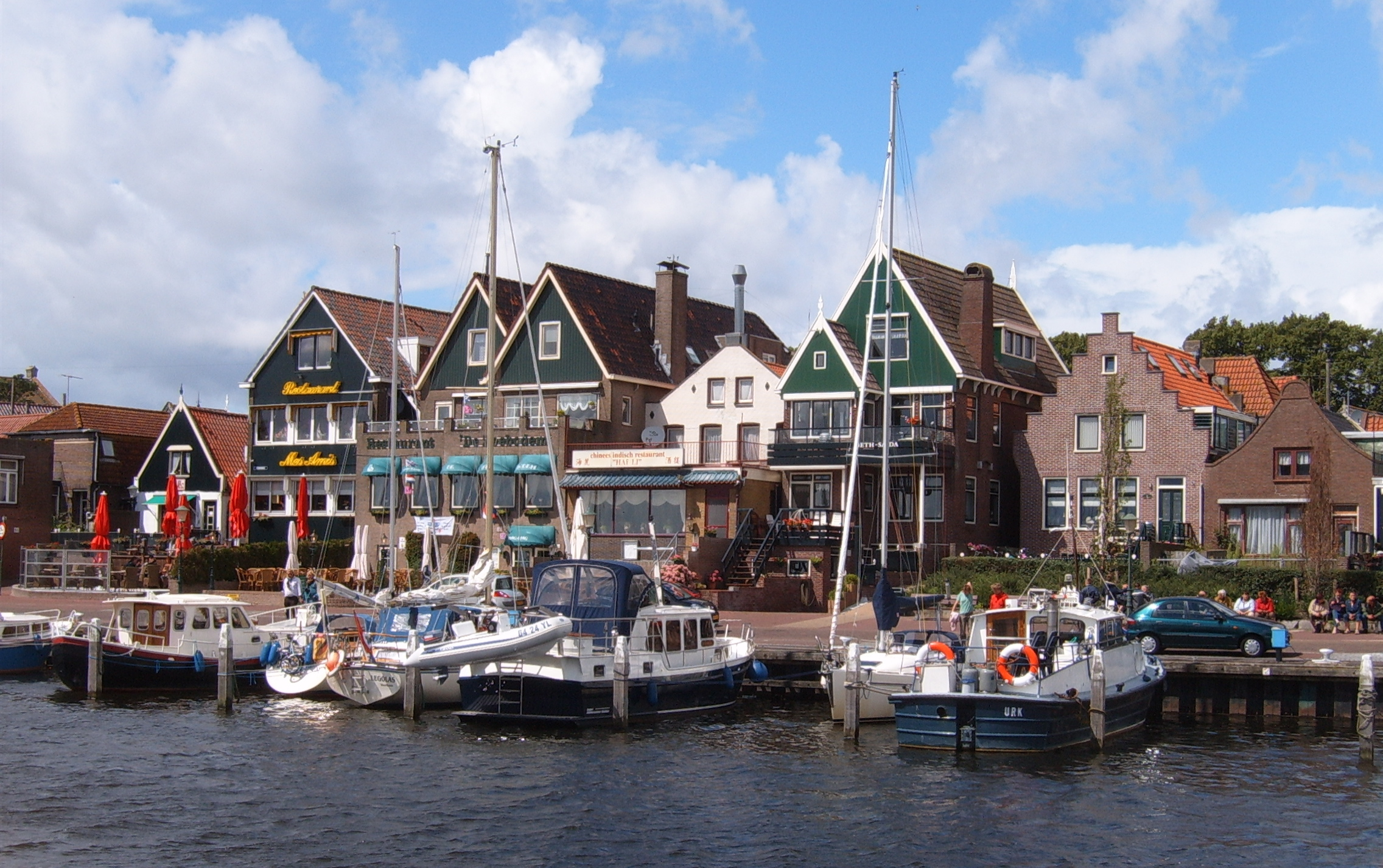
Hafenquai (kade)
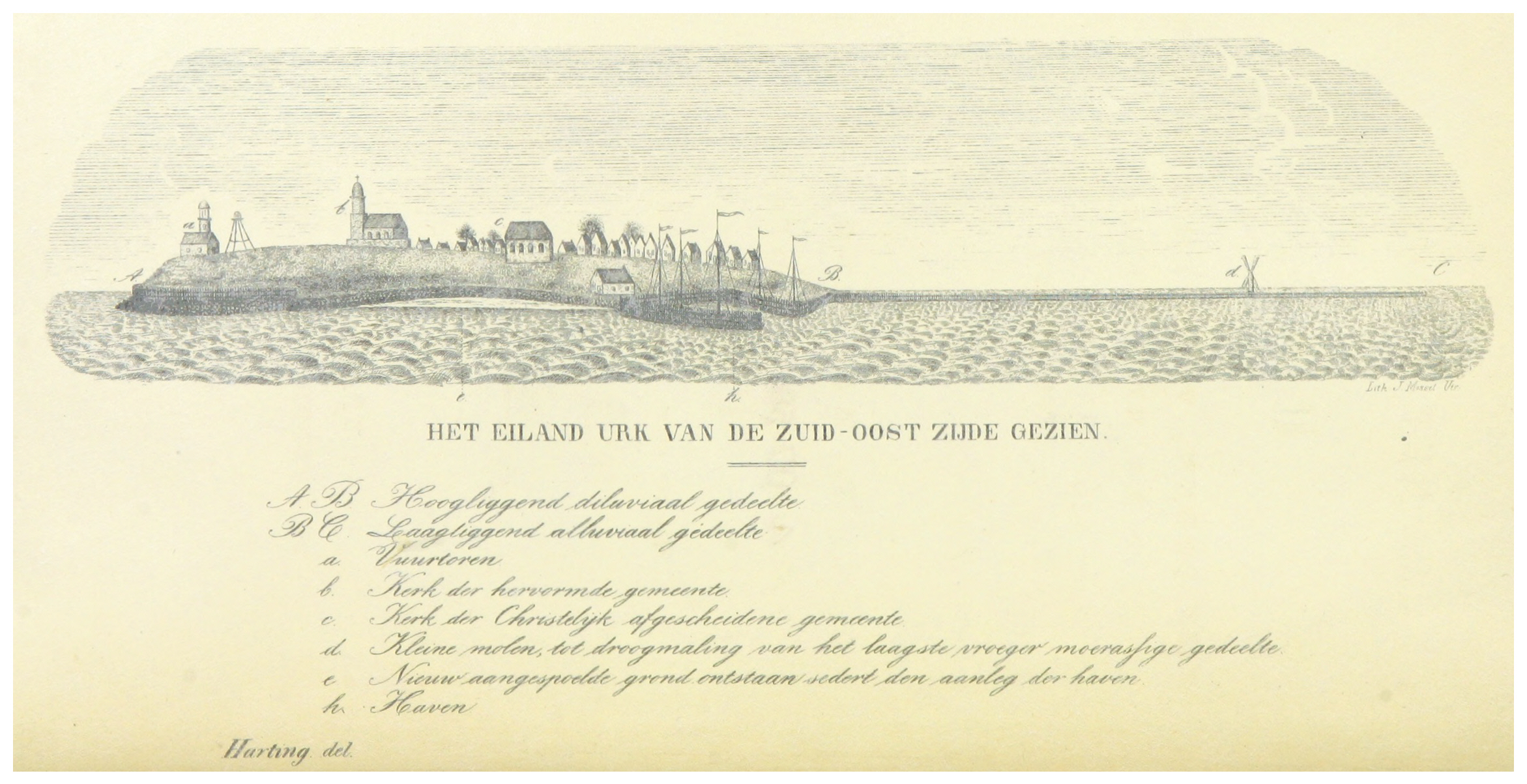
Ansicht der Insel von 1852
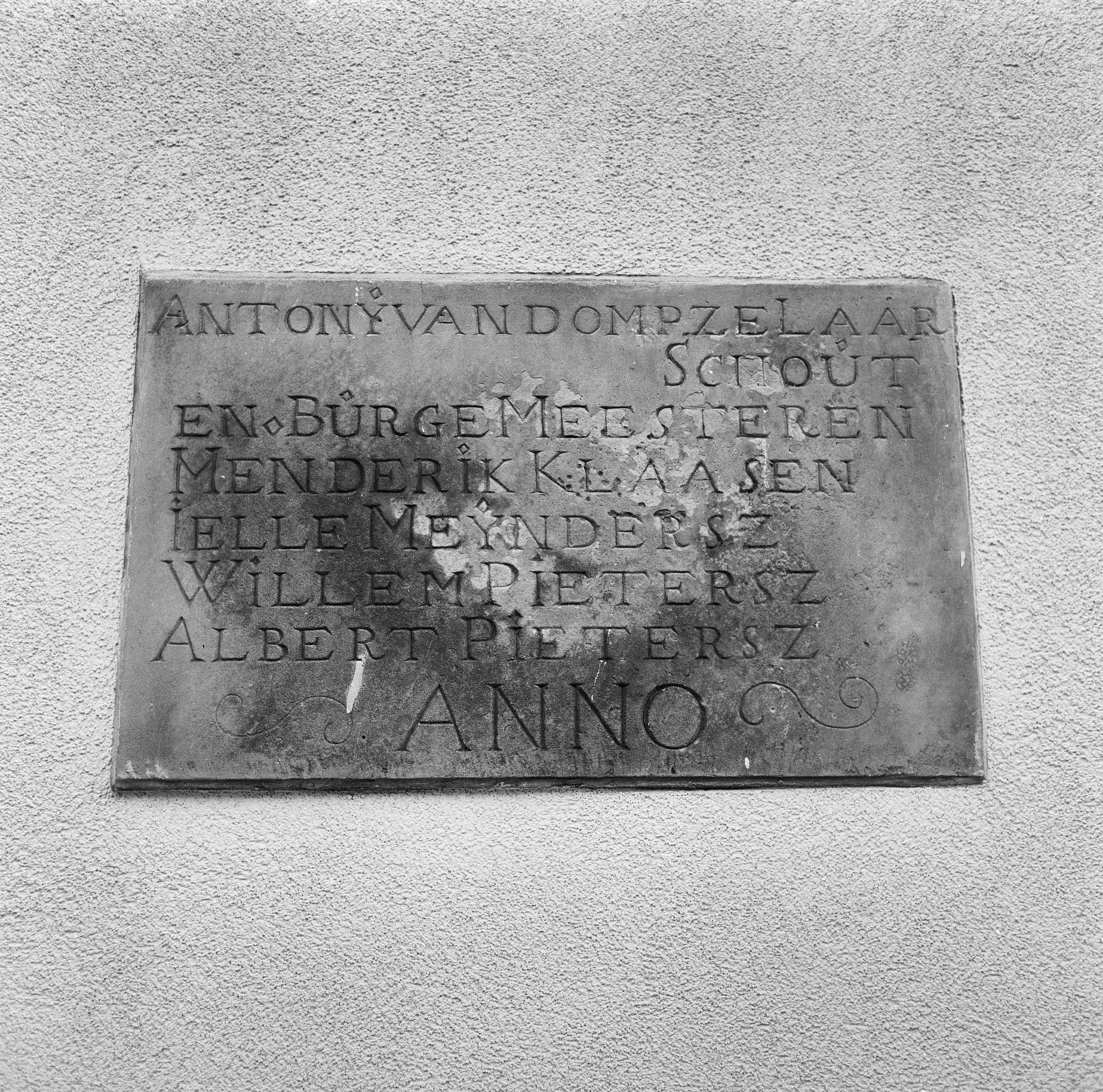
Gedenktafel für ehemalige Bürgermeister von Urk
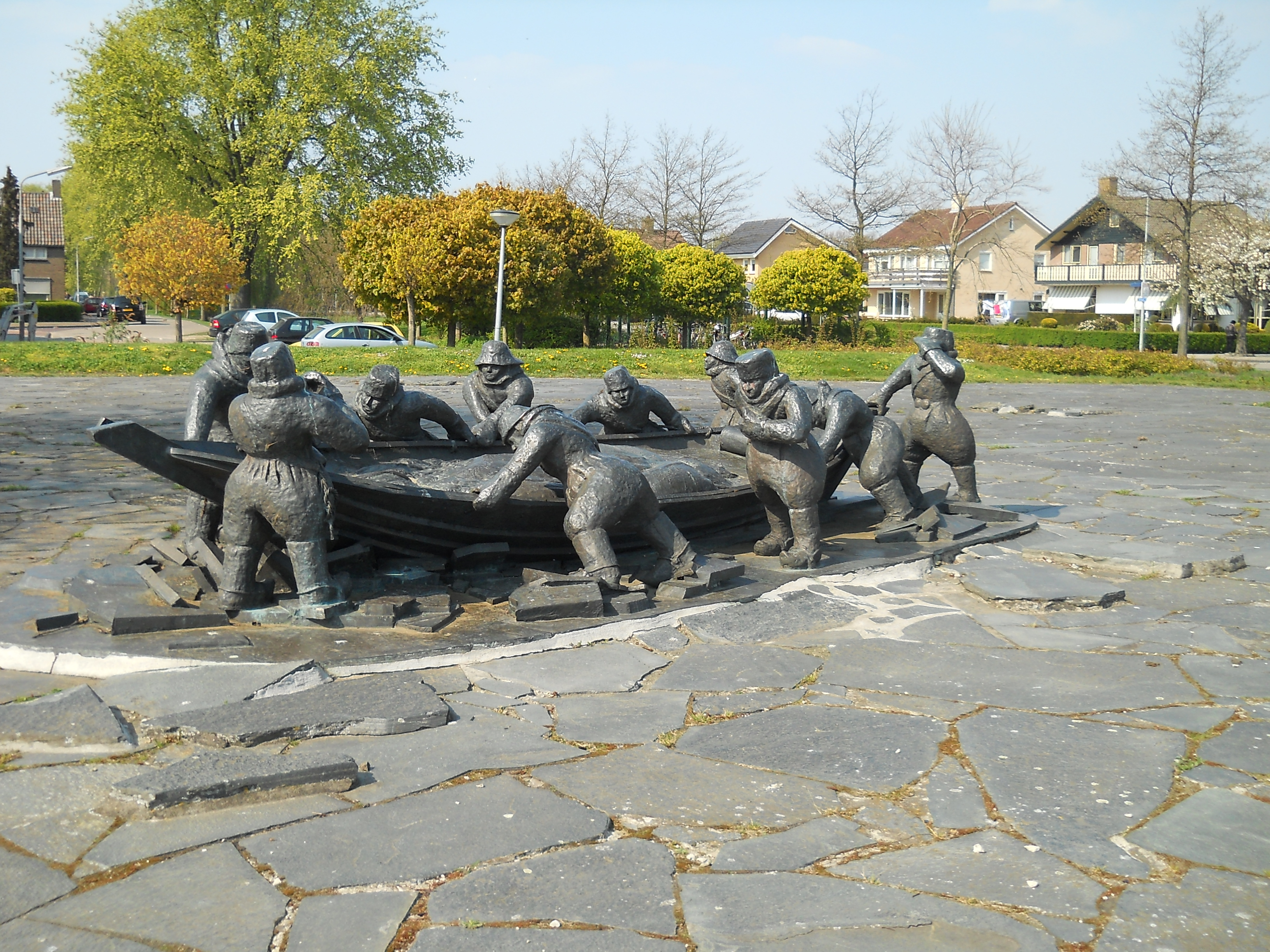
Ein Denkmal in der Ortslage
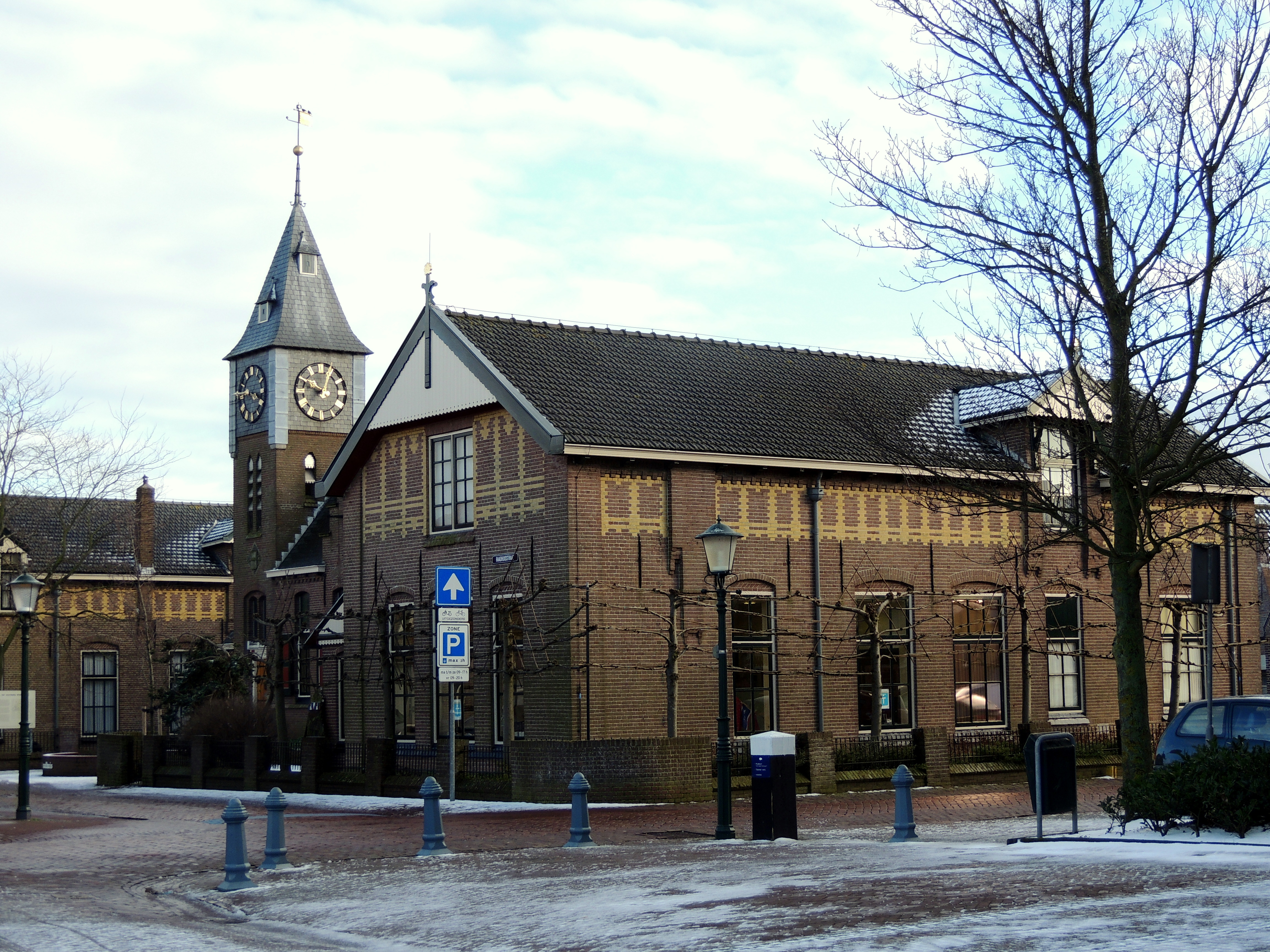
Das Heimatmuseum
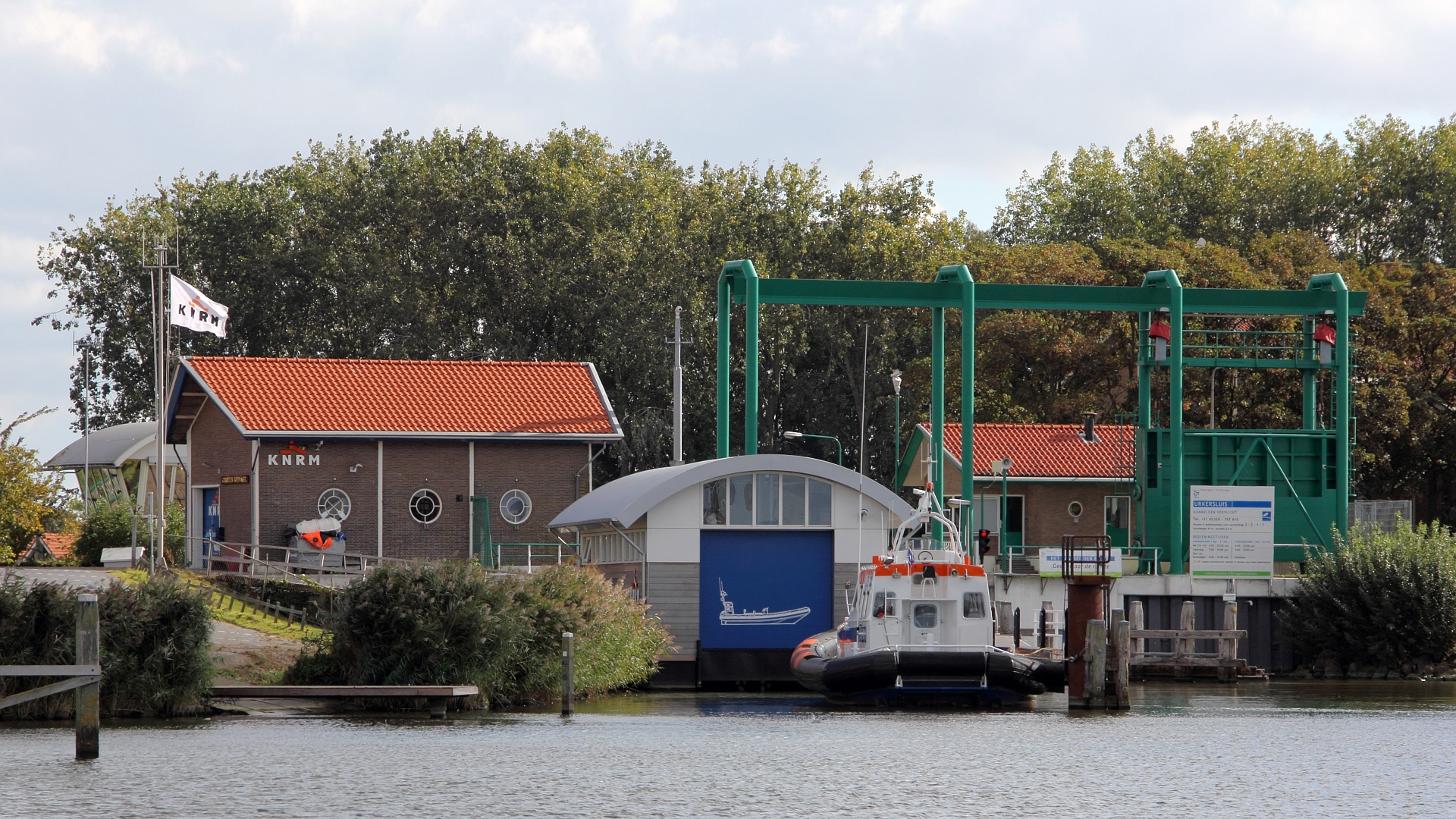
KNRM-Station Urk
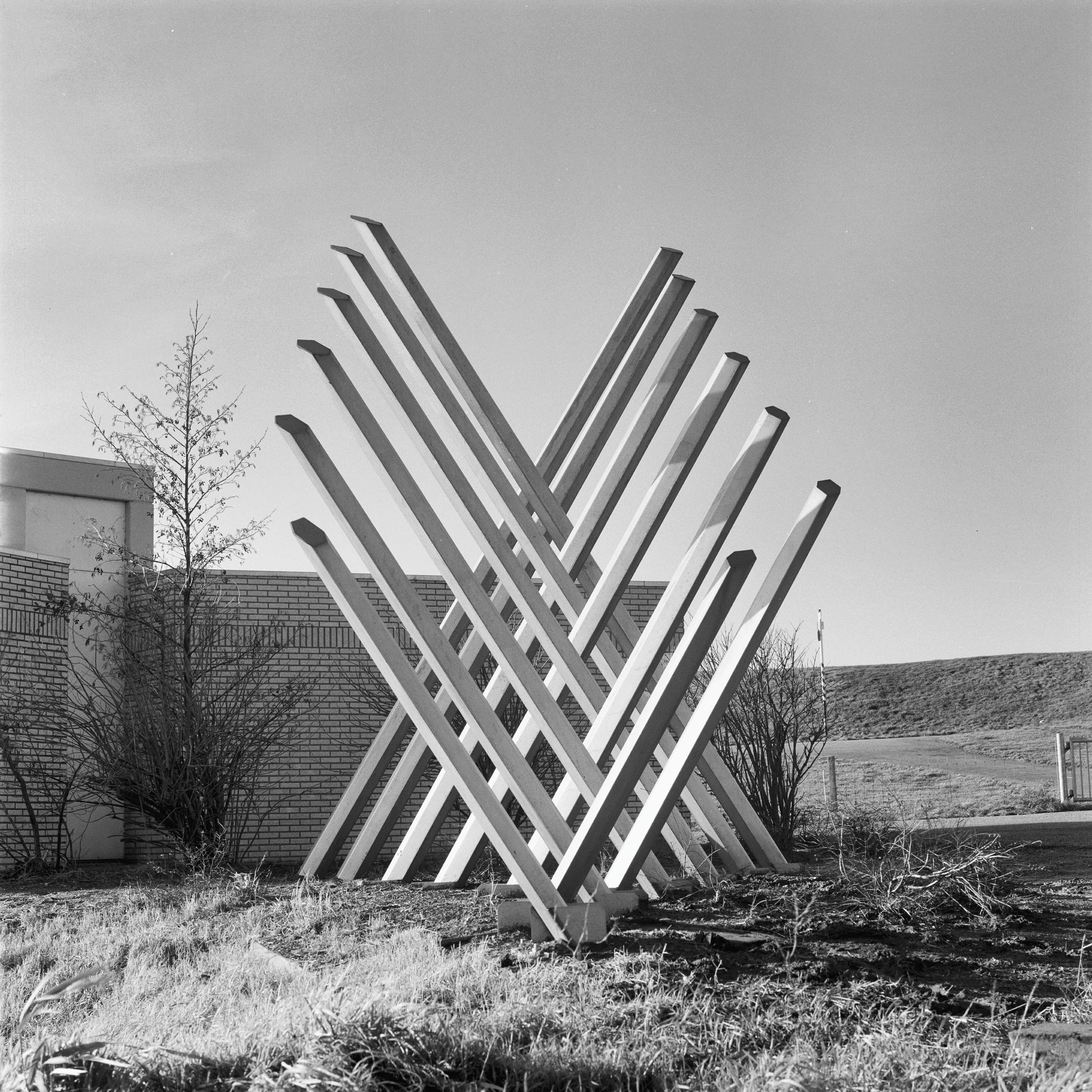
Skulptur ENERGIO von Louis VAN REEDE, 1987

## Trivia
1988 wurde ein Marskrater mit einem Durchmesser von 2,8 km nach der Stadt Urk benannt.

## Geboren auf Urk
- Albert Cornelis Baantjer (1923–2010), Krimi-Autor
- Geert Nentjes (* 1998), Dartspieler